# Зикрачи
Зикрачи (укр. Зікрачі) — село, входит в Кагарлыкский район Киевской области Украины.
Население по переписи 2001 года составляло 96 человек. Почтовый индекс — 09214. Телефонный код — 4573. Занимает площадь 2,203 км². Код КОАТУУ — 3222283801.

## Местный совет
09214, Київська обл., Кагарлицький р-н, с.Зікрачі, вул.Незалежності,2